# 埃罗·萨里
埃罗·萨里（芬蘭語：Eero Saari，1928年9月18日—），芬兰前男子冰球运动员，场上位置是前锋。他曾代表芬兰国家队参加1952年冬季奥林匹克运动会冰球比赛，获得第7名。